# Niederalpl
Das Niederalpl (Passhöhe 1221 m ü. A.) ist ein Straßenpassübergang und Ort in den Mürzsteger Alpen in der Steiermark.

## Lage und Landschaft
Die Landesstraße 113 Niederalplstraße verbindet Mürzsteg über die Dobrein (Gemeinde Neuberg an der Mürz) mit der Ortschaft Wegscheid über Aschbach (beide Gemeinde Mariazell), und damit Mürztal und Salzatal und Mariazell. Die Passhöhe war bis 2012 die Grenze zwischen den Bezirken Mürzzuschlag und Bruck an der Mur. Der Pass verbindet die Veitschalpe im Süden mit der Tonionalpe im Norden.
Niederalpl ist Ortschaft der Gemeinde Neuberg an der Mürz im Bezirk Bruck-Mürzzuschlag und Ortsteil von Aschbach in der Gemeinde Mariazell im selben Bezirk. Der Neuberger Teil liegt als Rotte auf 921 m ü. A. an der Ostrampe des Passes, dazu gehören auch die Häuser der Passhöhe und die Wetterinalm, westlich liegen wenige zerstreute Häuser an der alten Passstraße (Alte Niederalplstraße) und im Dürrwaldgraben 961 m ü. A.
Auf der Passhöhe befinden sich drei Gaststätten; zwei davon sind ganzjährig geöffnet.
Nachbarorte
| Fallenstein (Gem. Mariazell) |                                             |                                     |
| Wegscheid (Gem. Mariazell)   | Kompassrose, die auf Nachbargemeinden zeigt | Dobrein (Gem. Neuberg an der Mürz)  |
| Aschbach (Gem. Mariazell)    |                                             | Sankt Barbara im Mürztal (Gemeinde) |

| Niederalpl (Rotte) Ortschaft                         | Niederalpl (Rotte) Ortschaft                                                   |
| ---------------------------------------------------- | ------------------------------------------------------------------------------ |
| Basisdaten                                           |                                                                                |
| Pol. Bezirk, Bundesland                              | Bruck-Mürzzuschlag (MZ (bis 30. Juni 2013) BM (seit 1. Juli 2013)), Steiermark |
| Gerichtsbezirk                                       | Mürzzuschlag                                                                   |
| Pol. Gemeinde                                        | Neuberg an der Mürz (KG Mürzsteg)                                              |
| Koordinaten                                          | 47° 40′ 53″ N, 15° 25′ 3″ O                                                    |
| Höhe                                                 | 921 m ü. A.                                                                    |
| Einwohner der Ortschaft                              | 10 (1. Jän. 2024)                                                              |
| Gebäudestand                                         | 15 (2001)                                                                      |
| Postleitzahl                                         | 8693 Mürzsteg                                                                  |
| Statistische Kennzeichnung                           |                                                                                |
| Ortschaftskennziffer                                 | 15947                                                                          |
| Zählsprengel/ -bezirk                                | Mürzsteg (62144 004)                                                           |
| Quelle: STAT: Ortsverzeichnis; BEV: GEONAM; GIS-Stmk |                                                                                |

| Niederalpl (Zerstreute Häuser)                       | Niederalpl (Zerstreute Häuser)      |
| ---------------------------------------------------- | ----------------------------------- |
| Basisdaten                                           |                                     |
| Pol. Bezirk, Bundesland                              | Bruck-Mürzzuschlag (BM), Steiermark |
| Gerichtsbezirk                                       | Bruck an der Mur                    |
| Pol. Gemeinde                                        | Mariazell (KG Aschbach)             |
| Ortschaft                                            | Aschbach                            |
| Koordinaten                                          | 47° 40′ 24″ N, 15° 21′ 3″ O         |
| Höhe                                                 | 900 m ü. A.                         |
| Gebäudestand                                         | 4 (2012)                            |
| Postleitzahl                                         | 8634 Wegscheid                      |
| Statistische Kennzeichnung                           |                                     |
| Zählsprengel/ -bezirk                                | Wegscheid-Aschbach (62142 004)      |
| Quelle: STAT: Ortsverzeichnis; BEV: GEONAM; GIS-Stmk |                                     |

## Geschichte
In den vergangenen Jahrhunderten wurde im Gebiet des Passüberganges Erz geschürft; ein alter Stollen zeugt von dieser Zeit.

## Tourismus
Im Winter stehen bei ca. zwölf Pistenkilometern ein Sessellift und drei Schlepplifte sowie ein Babylift zur Verfügung. Das Schigebiet Niederalpl besteht seit 1971 und verfügt über Beschneiungsanlagen sowie einen Beschneiungsteich. 
Das Niederalpl ist Ausgangspunkt für Wanderungen auf die Hohe Veitsch (über Sohlenalm) und die Tonion (über Wetterl und Herrenboden) und vor allem eine wichtige Station auf dem Nord-Süd-Weitwanderweg 05 zwischen Mariazell und Hochschwab. Im Sommer führen Pilgerwege direkt über Passhöhe und Schipisten. Am Almboden befindet sich auf 1339 Meter Seehöhe eine im Sommer bewirtschaftete Sennerhütte sowie eine im Winter bewirtschaftete Schihütte. 
Das Gebiet östlich der Passhöhe (Gemeinde Neuberg an der Mürz) ist Teil des Naturpark Mürzer Oberland.

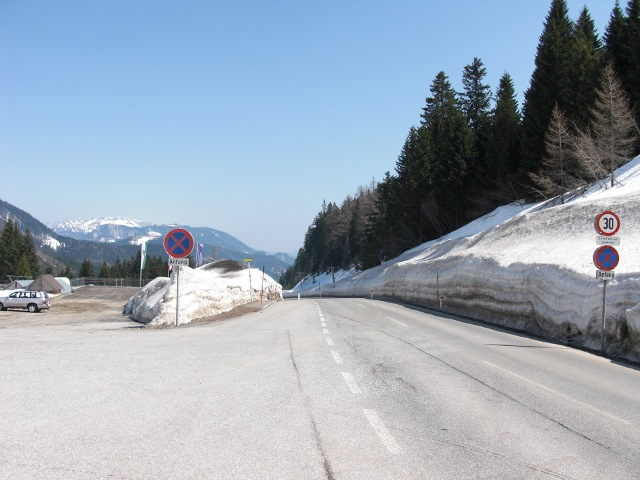
Die Passhöhe im April
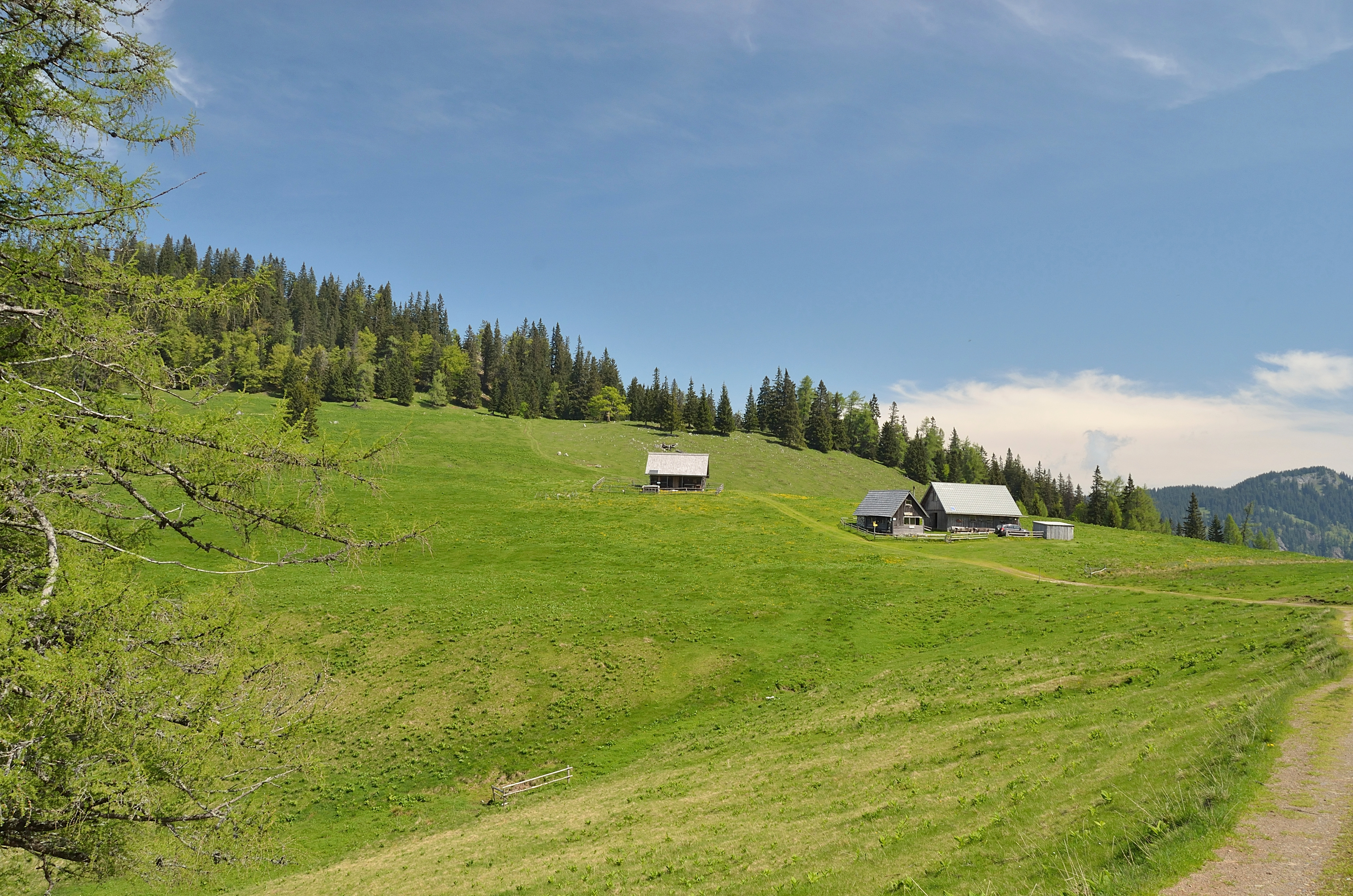
Die Sohlenalm (1352 m) an der Nordseite der Veitschalpe, südlich des Niederalpls
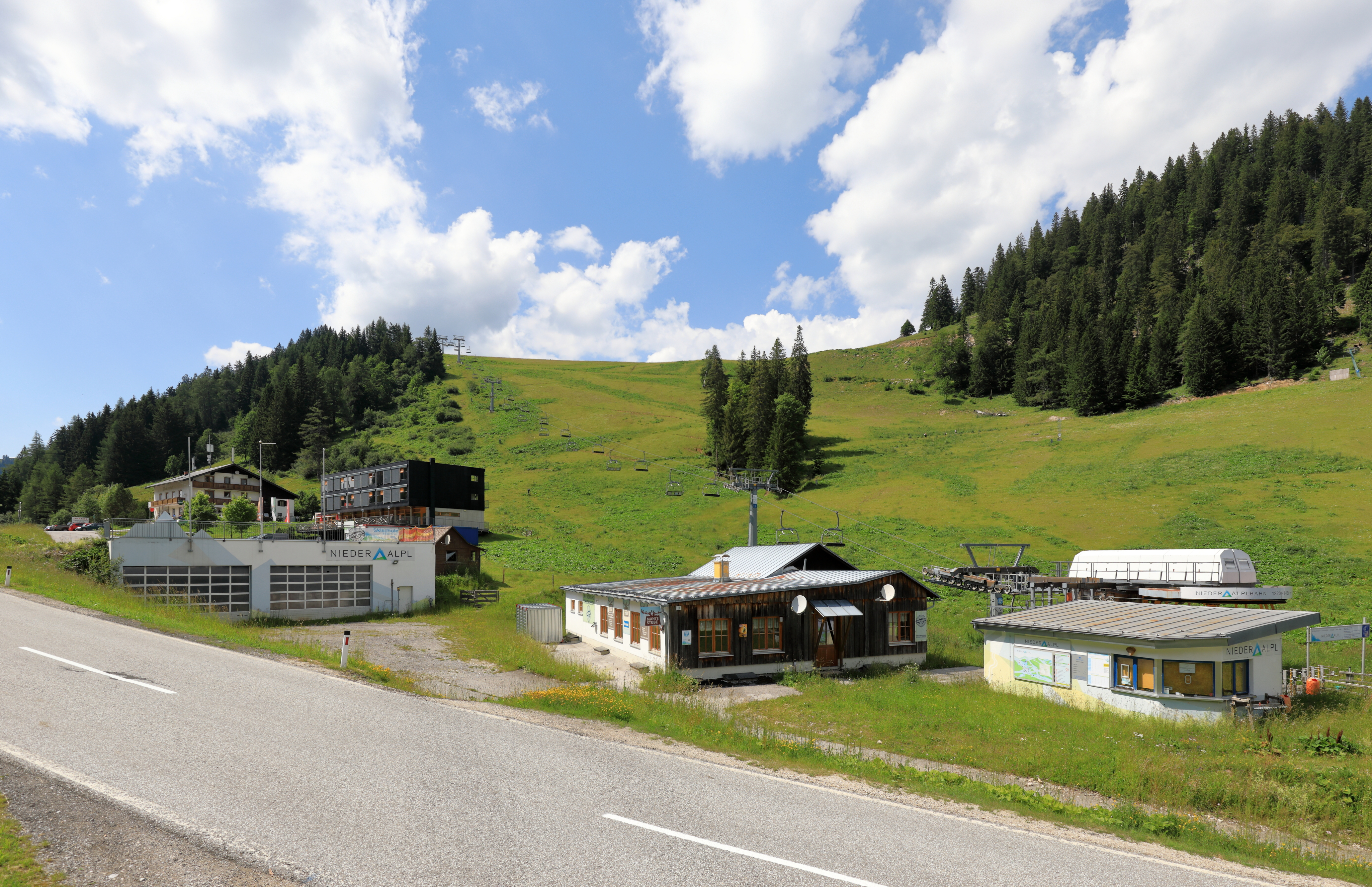
Schigebiet auf der Passhöhe